# William Temple (arzobispo)
William Temple (Exeter, 1881 - Canterbury, 1944), pastor anglicano, arzobispo de York (1929-1942) y de Canterbury (1942-1944), destacó en el campo del ecumenismo.

## Vida y obra
Hijo del arzobispo de Canterbury, Federico Temple, fue educado en el colegio Rugby y en la Universidad de Balliol, Oxford.
Entre su escritos destaca Mens Creatrix (1917), Christus Veritas (1924), donde explica su teoría sobre la Encarnación, y Nature, Man and God (1934).
- Datos: Q336315
- Multimedia: William Temple (archbishop) / Q336315